# Tjännsjön
Tjännsjön är en sjö i Hudiksvalls kommun i Hälsingland och ingår i Nianåns huvudavrinningsområde. Sjön är 7,8 meter djup, har en yta på 0,177 kvadratkilometer och befinner sig 93 meter över havet.

## Delavrinningsområde
Tjännsjön ingår i det delavrinningsområde (682892-155744) som SMHI kallar för Utloppet av Tjännsjön. Medelhöjden är 131 meter över havet och ytan är 4,03 kvadratkilometer. Det finns inga avrinningsområden uppströms utan avrinningsområdet är högsta punkten. Vattendraget som avvattnar avrinningsområdet har biflödesordning 3, vilket innebär att vattnet flödar genom totalt 3 vattendrag innan det når havet efter 12 kilometer. Avrinningsområdet består mestadels av skog (86 procent). Avrinningsområdet har 0,18 kvadratkilometer vattenytor vilket ger det en sjöprocent på 4,4 procent.